# Basiorów Potok
Basiorów Potok – potok, prawy dopływ Magurskiego Potoku.
Potok wypływa ze źródła na wysokości 1075 m na polanie Basiorówka na północnych stokach Orawicko-Witowskich Wierchów. Spływa w kierunku północno-wschodnim i na wysokości 900 m uchodzi do Magurskiego Potoku.
Basiorów Potok ma długość 660 m i średni spadek 26,5%. Orograficznie prawe zbocza jego doliny tworzy Hurchoci Wierch, lewe północny grzbiet Magury Witowskiej. Cała jego zlewnia znajduje się na porośniętych lasem północnych stokach Orawicko-Witowskich Wierchów w obrębie miejscowości Witów.